# Fegato (alimento)

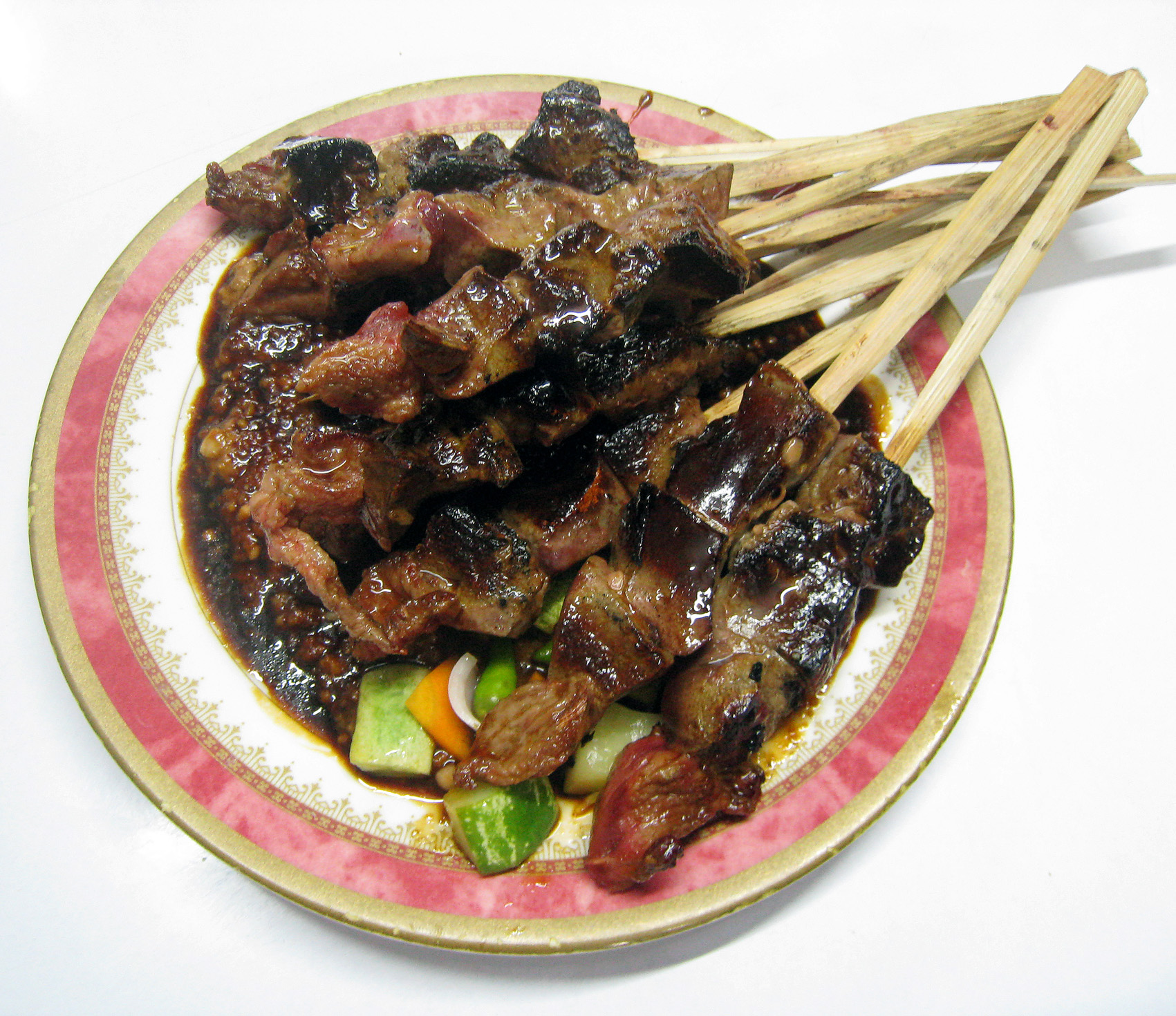
Spiedini di fegato caprino (Indonesia)

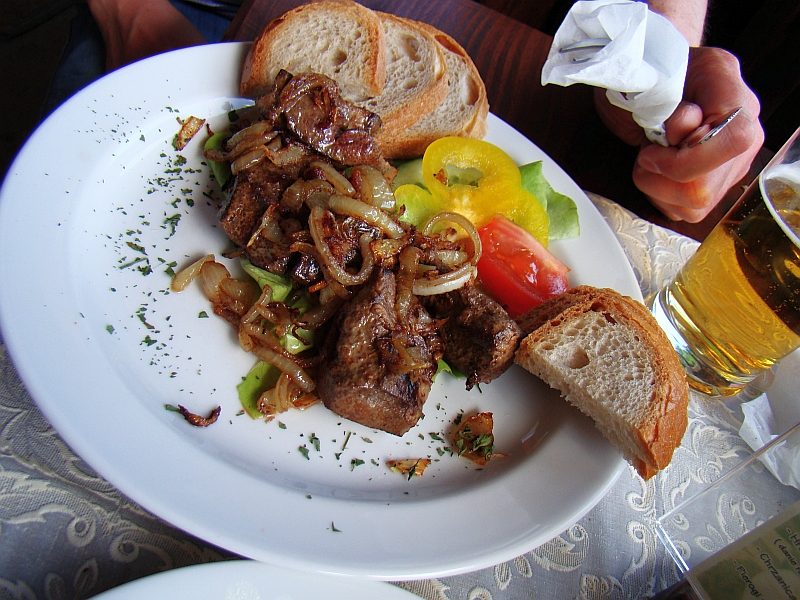
Fegato di maiale alla birra (Polonia)

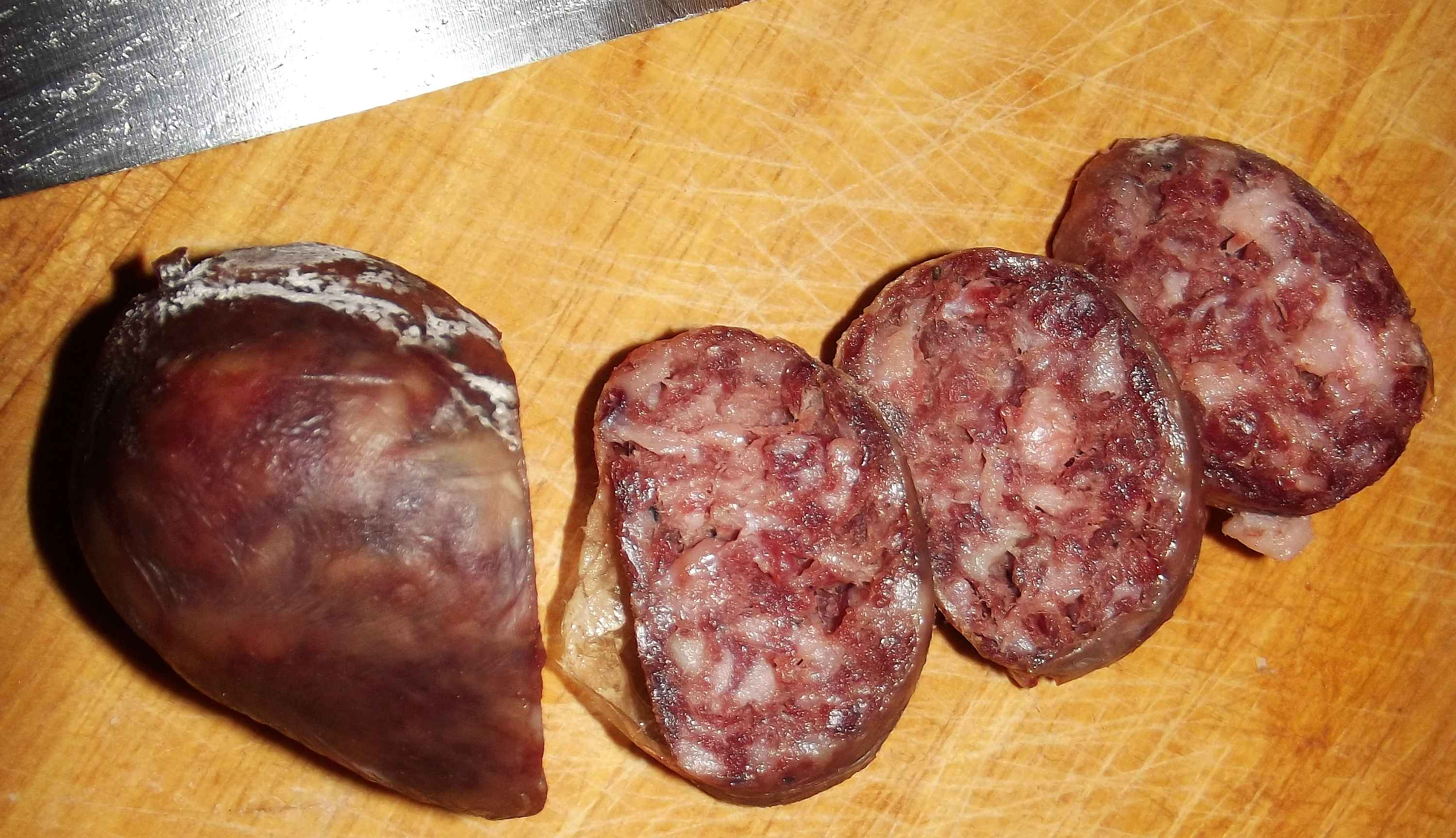
Mortadella di fegato (Piemonte)

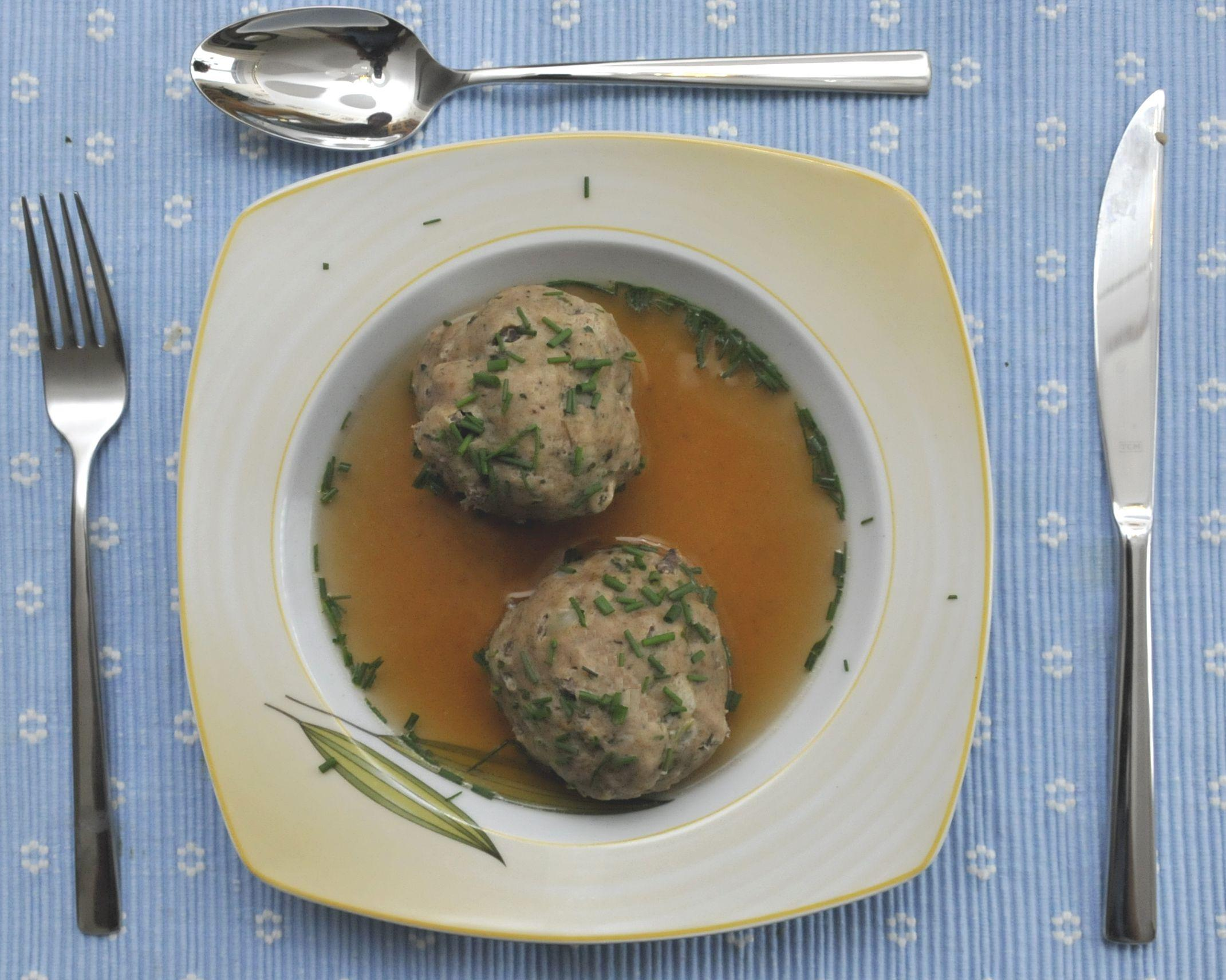
Canederli di fegato (Leberknödel) in zuppa (piatto tedesco)

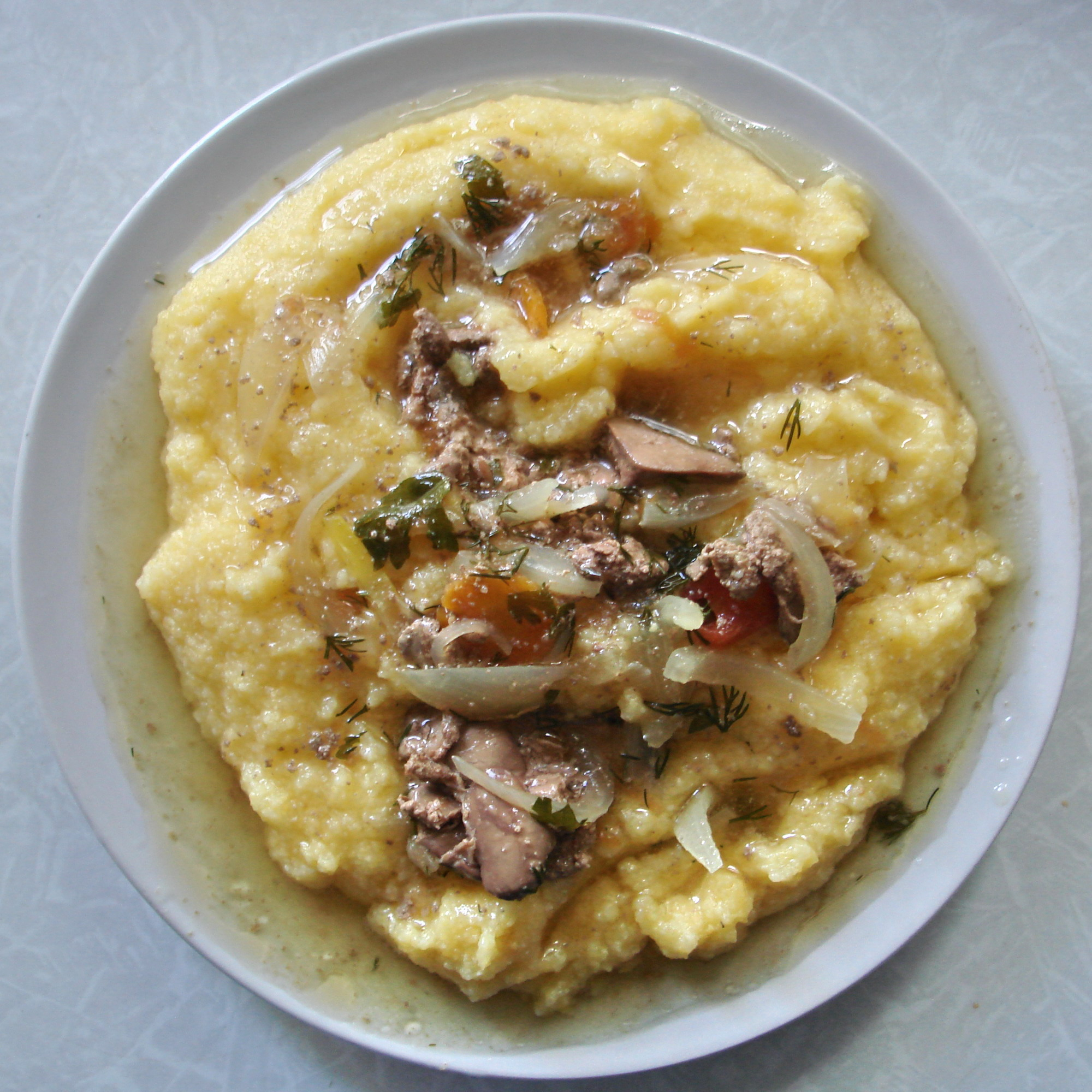
Mămăligă (una specie di polenta) con fegatini di pollo, cucina moldava.

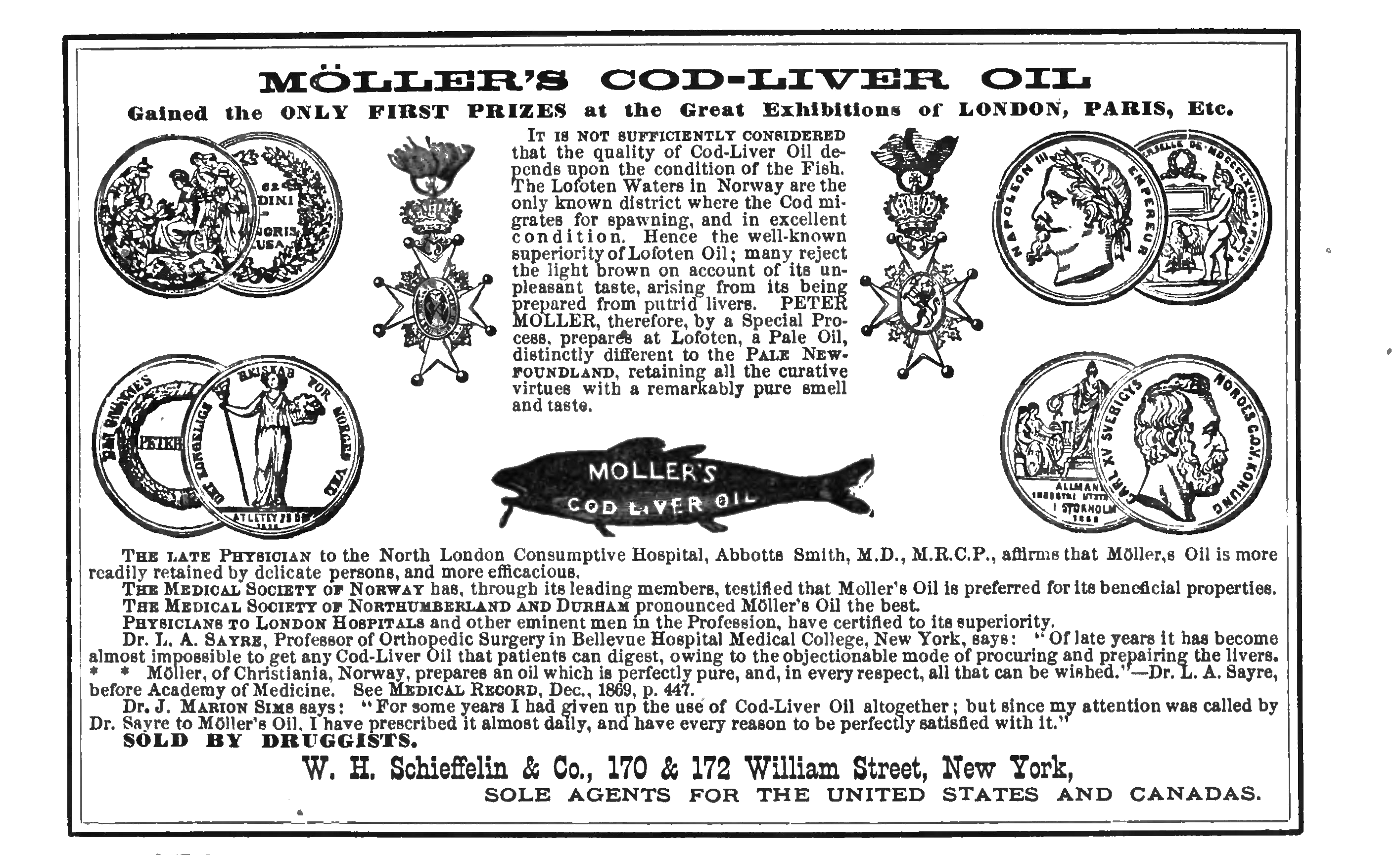
Olio di fegato di merluzzo (pubblicità del 1871)

Il fegato è un alimento umano proveniente dalla macellazione degli animali. I fegati di vari mammiferi e uccelli sono normalmente consumati come cibo, e vengono classificati tra le frattaglie. Il consumo prevalente di fegato riguarda il fegato bovino, seguono quello suino e quello di pollo, ma sono anche regolarmente consumati il fegato di agnello e quello di coniglio. 

## Utilizzo
Piatti a base di fegato fanno parte della cucina tradizionale di varie regioni italiane, come il fegato alla veneziana o quello alla milanese, o europee (fegato alla berlinese). Con il fegato vengono inoltre preparati vari insaccati quali i Leberwurst tedeschi, i figatelli corsi o la mortadella di fegato piemontese cotta o cruda. Particolarmente apprezzato è il foie gras (fegato grasso), una preparazione tradizionale della cucina francese, caratteristico con il fegato d'oca.
Il consumo di fegato è a volte legato a particolari festività, come nelle isole Hawaii, dove viene cucinato per capodanno.
La pratica di nutrirsi del fegato dei nemici sconfitti, spesso assieme al loro cuore, è stata diffusa in varie culture umane. Ciò era spesso giustificato dalla convinzione che cibandosi di queste parti anatomiche il coraggio o altre qualità della persona uccisa potessero trasferirsi nel vincitore.

## Valori nutrizionali
Sia i fegati dei vertebrati terrestri che i fegati di pesce sono ricchi di vitamina A, di cui l'olio di fegato di merluzzo è usato come integratore dietetico. Un eccesso di vitamina A può essere tossico, tuttavia è poco probabile subire un'acuta intossicazione da vitamina A a causa di assunzione di fegato, è più probabile invece se si fa ricorso ad integratori alimentari specifici.
La tabella che segue riporta il valore energetico e la composizione di alcuni tipi di fegato (per 100 grammi di parte edibile; g=grammi, mg=milligrammi, μg=microgrammi, kcal=chilocalorie):
| Composizione | Unità | Bue  | Vitello | Maiale | Pollo |
| ------------ | ----- | ---- | ------- | ------ | ----- |
| Acqua        | g     | 70   | 70      | 71     | 74    |
| Proteine     | g     | 21,2 | 20,4    | 21,8   | 20,5  |
| Grassi       | g     | 4,2  | 5,4     | 5,3    | 4,5   |
| Carboidrati  | g     | 3,5  | 0,6     | 1,2    | --    |
| Calorie      | kcal  | 136  | 132     | 139    | 122   |
| Calcio       | mg    | 10   | 9       | 12     | 14    |
| Fosforo      | mg    | 286  | 333     | 272    | 220   |
| Ferro        | mg    | 8,8  | 8,5     | 18     | 4,5   |
| Sodio        | mg    | --   | --      | --     | --    |
| Potassio     | mg    | --   | --      | --     | --    |
| Vitamina B1  | mg    | 0,47 | 0,38    | 0,55   | 0,16  |
| Vitamina B2  | mg    | 2,27 | 2,34    | 2,15   | 1,36  |
| Vitamina PP  | mg    | 10   | 11      | 12,7   | 4,9   |
| Vitamina A   | μg    | 7,32 | 6,075   | 2,16   | 1,259 |

La percentuale di edibilità (quantità edibile sulla quantità acquistata) è del 100% (non vi sono scarti).
Buona la digeribilità in genere dei fegati grazie alla scarsità di tessuti connettivi e alla bassa percentuale di lipidi. Controindicati invece sono per chi soffre di uricemia o di gotta, causa l'elevato contenuto di nucleoproteine, e per gli ipercolesterolemici, dato l'elevato contenuto di colesterolo (da 230 a 610 mg a seconda dell'animale preso in considerazione.).